# Jersey City
Jersey City är en storstad i nordöstra New Jersey i USA, med 247 597 invånare vid 2010 års folkräkning. Staden är administrativ huvudort (county seat) i Hudson County och även dess största stad. Jersey City är den näst största staden i delstaten New Jersey och en av de större kommunerna i New Yorks storstadsregion, belägen på västra sidan av Hudsonfloden och Upper New York Bay.

## Geografi
Jersey City ligger vid Hudsonfloden på halvön Bergen Neck, och har vägtunnelförbindelse (Holland Tunnel) med Manhattan i New York som ligger mittemot. I väster avgränsas staden av Hackensack River och Newark Bay, och i öster av Hudsonfloden och Upper New York Bay. 

## Kultur och sevärdheter
Bandet My Chemical Romance grundades i Jersey City.
Ellis Island, som tidigare användes som kontrollstation för immigranter som anlände till New Yorks hamn, ligger till större delen i Jersey City, och i närheten ligger även Frihetsgudinnan på Liberty Island, som dock ligger i staden New York.